# Dimorphostylis longicauda
Dimorphostylis longicauda är en kräftdjursart som beskrevs av Gamo 1962. Dimorphostylis longicauda ingår i släktet Dimorphostylis och familjen Diastylidae. Inga underarter finns listade i Catalogue of Life.